# 港珠澳大橋邊檢大樓交通樞紐
港珠澳大橋邊檢大樓交通樞紐，位於港珠澳大橋澳門邊檢大樓的二樓和地面層，於2018年10月24日正式啟用。二層為出境大堂，為車輛包括公共巴士、旅遊巴士（包括酒店及娛樂場客運專車）、跨境車輛（包括跨境巴士）、私家車和電單車落客區，地面層為公共巴士總站、旅遊巴上客區、酒店及娛樂場客運專車上客站、跨境車輛、私家車和電單車上客區。

## 歷史
- 2018年10月24日，配合港珠澳大橋啟用而投入運作。[1]公共巴士先在二樓離境大堂清客，再返回地面層上客。其中地面層的公共巴士總站採用鋸齒型設計。車輛亦於二樓離境大堂落客，地面層為上客區。另外，港珠澳大橋開通後，澳門邊檢大樓提供巴士接駁服務。但由於交通配套未完善，有乘客表示要等至少30分鐘才上到免費接駁巴士，而且只可以選擇前往外港碼頭或氹仔碼頭。另外有酒店業代表稱，因人流不多，故不設接駁車往返酒店及娛樂場。[2]
- 2019年7月31日，受熱帶風暴韋帕影響，氣象局一度發出八號風球但往返港澳的陸路交通港珠澳大橋穿梭巴士沒有因港澳發出八號風球期間暫停運作，除路氹城路氹邊檢大樓外，所有珠澳口岸包括港珠澳大橋珠澳口岸仍然正常開放，由於風勢不大，不斷有遊客來澳，導致大批旅客於巴士總站和的士站滯留，而且在新的士法實施下大部分的士不敢開天殺價改為在發出八號風球後停止服務，大批旅客同樣在的士站滯留。交通事務局於下午3點起安排102X路線以特班車形式開出疏導旅客，由於跨海大橋因八號風球生效而封閉，特班車改以亞馬喇前地為始發站或終點站，由於遊客數量太多，交通事務局將特班車運作時間不斷延長直至翌日凌晨1時才結束。另外，101X路線雖然在今次八號風球生效期間原計劃在發出八號風球後1小時停駛，但因港珠澳大橋澳門邊檢大樓滯留旅客眾多改以深夜班次方式運作，而該路線是唯一一條在今次發出八號風球期間仍以正常路線行駛的巴士路線。[3]
- 2020年3月28日起，因應COVID-19本地疫情，加上鄰近地區因疫情對澳門實施出入境管制。交通事務局為善用資源，宣佈102X線停運，直至另行通知。[4]
- 受COVID-19疫情持續影響，港澳政府加強防疫措施，金巴港澳線於2020年4月6日凌晨零時至5月6日暫停營運。
- 2020年7月6日至24日，因應往返港珠澳大橋澳門口岸客況需求增加，新增101X特班車於上午8時至11時及下午2時至7時開設特班車往返本站及關閘廣場東側重型客車停泊區。[5][6]
- 2021年1月1日起，102X路線恢復營運。氹仔終點站延伸到橫琴澳方口岸。[7]
- 2023年“五‧一黃金周”起，包括“十‧一黃金周”期間，因應往返港澳需求的增加，港澳兩地政府已增發特別加班配額予港澳跨境巴士服務營辦商；局方並已協調港珠澳大橋穿梭巴士公司因應客流情況增加營運車輛數量及發車班次，並指示各公共巴士營運商，於各口岸做好各項設施優化候車環境，以維持候車旅客的排隊秩序。邊檢大樓周邊上落客區將作調整，以供公共巴士停泊備用車輛以及博企車輛臨時上落客之用；博企車輛亦將以點對點直達模式提供服務，以疏導旅客；局方並已呼籲博企在五‧一期間準備足夠支援車輛，應對口岸突發增加的大量旅客，同時應將營運車輛的運作時間上載於各博企網頁，供訪澳旅客預先知悉[8][9]。
- 2023年9月下旬，深圳灣口岸往返大橋澳門口岸的跨境巴士路線開通，相關巴士可進入澳門口岸管制區範圍，但不得進入澳門境內行駛，並須遵守澳門相關法律規定[10]。

## 交通樞紐分佈

### 樓層分佈
| 港珠澳大橋邊檢大樓 交通樞紐 （非禁區內） | 3F  | 行人天橋往港珠澳大橋邊檢大樓西停車場                       |
| 港珠澳大橋邊檢大樓 交通樞紐 （非禁區內） | 2F  | 所有車輛落客區（離境大堂、離澳層）                         |
| 港珠澳大橋邊檢大樓 交通樞紐 （非禁區內） | GF  | 公共巴士總站、的士上客站及各車輛上客區（入境大堂、抵澳層） |
| 港珠澳大橋邊檢大樓 交通樞紐 （非禁區內） | -1F | 港珠澳大橋邊檢大樓西停車場（負一層）                       |

| 港珠澳大橋邊檢大樓 交通樞紐 （香港出入境大堂禁區範圍內） | 1F  | 行人天橋往港珠澳大橋邊檢大樓東停車場             |
| 港珠澳大橋邊檢大樓 交通樞紐 （香港出入境大堂禁區範圍內） | GF  | 穿梭巴士（金巴）總站、跨境巴士及跨境車輛上落客區 |
| 港珠澳大橋邊檢大樓 交通樞紐 （香港出入境大堂禁區範圍內） | -1F | 港珠澳大橋邊檢大樓東停車場（負一層）             |

## 的士
港珠澳大橋澳門邊檢大樓設有的士站。由2018年12月8日起，在該口岸搭乘的士或前往該口岸，須繳納5元澳門幣附加費用。

## 酒店及娛樂場客運專車
港珠澳大橋綜合渡假村接駁線由六間博彩企業聯營，方便旅客由澳門口岸往來外港及氹仔客運碼頭，於碼頭轉乘各酒店接駁車（發財巴）前往酒店及娛樂場。
- 2020年2月6日起，受COVID-19疫情影響，港珠澳大橋綜合渡假村接駁線暫停營運，直至另行通知。

- 2020年十一黃金周期間，曾恢復兩條轉乘接駁路線，但因為成效不顯著在翌年黃金周起停駛。

- 2023年1月起，隨著港澳恢復“免隔離通關”，兩條聯營路線不提供服務，改為六大旅遊綜合體各派出巴士往返綜合渡假村至澳門口岸（不包括澳門葡京人和澳門凱旋門）。

- 2023年2月1日起，港珠澳大橋綜合渡假村接駁線復運，乘客需於外港客運碼頭或氹仔客運碼頭轉乘接駁線往返港珠澳大橋澳門邊檢大樓。

- 2024年10月1日起，澳門大橋通車，港珠澳大橋綜合渡假村接駁線往返氹仔客運碼頭改由103X路線取代；以點對點直達模式和服務往返大橋澳門口岸至路氹城一帶的各酒店度假村發財巴改為恆常化營運，所有往來路氹城的酒店接駁車改道經過此橋。[12][13]

| 起訖點                    | 收費（澳門幣） | 服務時間    | 班距              |
| ------------------------- | -------------- | ----------- | ----------------- |
| 港珠澳大橋 ↔ 外港客運碼頭 | 免費           | 10:00-20:00 | 平均12-20分鐘一班 |

| 目的地區域                           | 目的地      | 服務時間    | 班距      |
| ------------------------------------ | ----------- | ----------- | --------- |
| 澳門半島                             | 十六浦      | 10:00-22:40 | 25-30分鐘 |
| 路氹城                               |             |             |           |
| 澳門威尼斯人、澳門巴黎人、澳門倫敦人 | 10:00-21:00 | 20分鐘      |           |
| 澳門銀河                             | 10:00-22:00 | 25分鐘      |           |
| 新濠天地、新濠影匯                   | 10:00-21:20 | 25-50分鐘   |           |
| 美獅美高梅                           | 09:00-23:30 | 20分鐘      |           |
| 永利皇宮                             | 10:00-21:00 | 20-30分鐘   |           |
| 上葡京                               | 10:30-23:00 | 12-20分鐘   |           |

- 有關路線資料可瀏覽澳門政府交通事務局港珠澳大橋市內接駁交通專頁 （页面存档备份，存于）。

## 跨境交通

### 穿梭巴士
旅客經香港離境大堂出境後在禁區內乘坐港珠澳大橋穿梭巴士前往港珠澳大橋香港口岸。

### 跨境巴士
- 港澳快線、港澳一號及永東直巴設有跨境巴士線往返香港市區（觀塘APM、九龍或佐敦）及澳門市區內的大型渡假村酒店（新葡京酒店、澳門威尼斯人等）。出境於二樓出境大堂落客區進行清關，等侯約15分鐘，完成清關後於禁區內跨境巴士上落客區上客。入境方面，先在禁區內跨境巴士上落客區落客，等侯約15分鐘，完成清關後於澳門邊檢大樓地面層的跨境巴士上落客區上客。[14]
  - 受疫情影響，港澳跨境巴士服務於2020年3月下旬起暫停營運[15]。
  - 2022年12月24日，「港澳快線」恢復營運[16]。
  - 2023年1月16日，港澳一號跨境直通巴士復運[17]。
  - 2023年3月1日，永東直巴開通港鐵油麻地站A1出口往返澳門市區的跨境巴士路線。[18]
- 海天中轉大樓客車，又稱香港國際機場接駁巴士，提供往返香港國際機場及港珠澳大橋澳門邊檢大樓的接駁服務，由香港機場客運服務（澳門）股份有限公司營運。
  - 2019年12月16日起提供服務，受疫情影響於2020年2月起暫停營運[19][20]。
  - 2023年3月20日起恢復營運，初期提供每天三個往返班次，香港機場發車時間為上午10時半、下午1時半、下午4時半；澳門口岸發車時間為中午12時、下午3時、傍晚6時，現階段澳門口岸暫不提供值機服務。有需要人士可透過網站或前往港珠澳大橋澳門口岸售票處購買車票，票價為成人單程185元，小童／長者單程120元[21]。
  - 2023年8月30日，大橋澳門口岸至香港國際機場接駁巴士改為直達往返海天中轉大樓，首階段營運時間由07:00至19:30，每小時港澳對開各一班次，車程約45分鐘。服務開通後，乘客可在港珠澳大橋澳門口岸旅檢大樓一樓、地下或網上購票，乘客連行李可“一車到底”。乘客在澳門口岸做完行李直掛及登機牌後，乘車到香港口岸無需再轉乘或在港過關，巴士會直接抵達香港機場禁區。全線將使用全電動新能源大巴，每車36個座位，單程票價為280元，乘客並可於香港機場退回離境稅120元。乘客需出示24小時有效機票、6個月有效期的護照及目的地簽證方能購票[22]。首階段推出為期三個月的優惠票價，成人票價為250元，長者和小童為210元[23]。
- 深圳灣口岸至大橋澳門口岸跨境巴士[24]
  - 每天往返20班，單程185澳門元，雙程320澳門元，往深圳寶安國際機場單程250元；除了有七班可前往深圳機場，另外兩班增加深圳前海山姆、寶安歡樂灣等落客點；在深圳的上車點除深圳灣口岸和深圳機場外，也另有兩班次增加萬象前海東廣場、嘉里中心及夢工廠門口。
  - 服務時間：深圳灣往珠海／澳門人工島口岸服務時間為08:40至17:40，珠海／澳門人工島口岸往深圳服務時間為11:20至20:20，每小時一班。
  - 2023年11月1日，澳門口岸直達深圳專線正式開通，從大橋澳門口岸往返深圳，行經港珠澳大橋的直通深圳全程只需75分鐘。澳門往深圳發車時間為10:40至19:40，深圳往澳門發車時間為08:35至17:35，每小時一班[25]。

## 相關問題
自2023年1月起，港澳恢復正常通關，加上“澳車北上”政策實施，導致鄰近的新城A區和本口岸交通車流增大，引起社會人士關注和要求完善本口岸的交通配套。而交通事務局在2月18日將鄰近的港珠澳口岸環形馬路改為雙線行車，對進入港珠澳人工島澳門口岸的車輛起到一定的分流作用。
交通諮詢委員會委員古慶祥表示，增加行車線有助改善交通壓力。但他指，港珠澳大橋現存的道路問題並不是開通一條雙行線就能解決，有關措施作用有限。同時，出入境放寬後，港珠澳大橋客流量大增，除了優化路網的工作，政府還需考慮公交乘客量及擴寬道路容量，他建議當局應優化公交系統，並增加接駁到市區的路線，以配合本口岸及新城A區的未來發展。
北區社區咨詢委員會副召集人高岸峰表示，隨着澳門通關復常，整體交通面臨壓力，加上該連接道路是唯一往返本口岸和澳門半島的必經之路。他建議當局提升區內路網容量和公交配套，優化途徑該區以及前往口岸的巴士站點和班次，保障居民和旅客的出行需要。
2023年2月23日，立法會公共行政事務跟進委員會舉行會議，其中不少委員關注新城A區和本口岸的交通問題。主席鄭安庭表示，經討論後委員會訂出跟進口岸交通現況，包括改善澳門口岸交通現況的議題，期望該年3月中後邀請政府代表與委員會作討論。
2023年2月27日，澳門立法會召開全體會議，多位議員於立法會議程前發言時關注“駕照互認”及“澳車北上”政策、東方明珠區與新城A區的交通壓力，促請政府優化本澳口岸交通安排緩解塞車，完善交通配套。其中直選議員李靜儀建議當局優化口岸交通安排緩解塞車問題，當局除監督有關道路工程的建設進度和工程質量，爭取盡快落成以增加通道；優化口岸車輛出入境的流程和安排，盡量縮短通關時間。而且當局有必要及早於A區內開通其他道路以擴大路網容量，加快開通另一條已規劃前往港珠澳大橋口岸的跨區道路等，尤其要研究將跨境車輛和僅往返口岸的車輛作分流；並期望當局檢視和優化相關口岸巴士路線、班次及站點設置等公交方面規劃。間選議員葉兆佳認為未來旅客一定會恢復較快增長，有必要前瞻性完善交通配套。建議交通當局研究於節假日設“特快專車”，點對點穿梭出入境口岸與旅遊景點。